# Itamar Assumpção
Francisco José Itamar de Assumpção, conhecido como Itamar Assumpção (Tietê, 13 de setembro de 1949 – São Paulo, 12 de junho de 2003), foi um compositor, cantor e músico brasileiro, que se destacou na cena independente e alternativa de São Paulo nos anos 1980 e 1990.
É pai das cantoras Anelis Assumpção e Serena Assumpção.

## Biografia
Itamar de Assumpção nasceu em Tietê, no interior de São Paulo, no dia 13 de setembro de 1949. Bisneto de escravizados angolanos, cresceu ouvindo os batuques do terreiro de candomblé no quintal de sua casa. Cresceu em Arapongas, no Paraná, para onde se mudou aos 12 anos. Chegou a cursar até o segundo ano de Contabilidade, mas abandonou os estudos para fazer teatro e shows em Londrina. Aprendeu a tocar violão sozinho e, ouvindo Jimi Hendrix e arranjos de baixo e bateria, apaixonou-se pelo baixo. Mudou-se para São Paulo em 1973 para se dedicar à música. Era casado com Elizena Brigo de Assumpção, sua companheira por 35 anos. O casal teve duas filhas: Serena (falecida em 2016) e Anelis Assumpção, ambas cantoras e compositoras.

### Vanguarda Paulista
Itamar Assumpção foi um dos grandes nomes e contribuidores da cena alternativa que dominou São Paulo entre 1979 e 1985 - movimento que se convencionou chamar de Vanguarda Paulista e que reuniu artistas que decidiram romper o controle das gravadoras sobre a produção e lançamento de novos talentos. Esses artistas produziam e lançavam seus trabalhos independentemente das grandes gravadoras. Criavam suas próprias microempresas e gerenciavam a si mesmos.
Itamar Assumpção era nome frequente na lista de shows do Teatro Lira Paulistana, em Pinheiros, palco que foi denominador comum a todos os membros da Vanguarda Paulista. Todos os representantes do movimento invariavelmente por ali passaram. Ao lado de Arrigo Barnabé, Grupo Rumo, Premê (Premeditando o Breque) e dos Pracianos (Dari Luzio, Pedro Lua, Paulo Barroso, Le Dantas & Cordeiro e outros), marcou sua obra basicamente por não ter tido interferência das gravadoras, que consideravam sua obra "difícil". Em suas canções, misturava samba com rock e funk, entre outros ritmos estrangeiros, enquanto as letras eram impregnadas de sátira e crítica social. Foi influenciado pelos trabalhos de músicos de variados gêneros, como Adoniran Barbosa, Cartola, Jimi Hendrix e Miles Davis, além de poetas como Paulo Leminski e Alice Ruiz. Pela rebeldia, ousadia e audácia, artistas como ele ganharam a alcunha de "malditos". Mas Itamar detestava tal rótulo e retrucava. Como polemista se saía bem, talentoso que era com as palavras não só no âmbito poético. O duelo verbal lhe apetecia como forma de defender a integridade do artista e - ao observador atento assim parecia - dava-lhe prazer triturar argumentos dos que tentavam dirigir o processo de criação do artista. Em uma de suas tiradas mais famosas disse: "Se tivesse que ouvir conselho, pediria ao Hermeto Pascoal..." "Eu sou artista popular!", bradava indignado.
Seus três primeiros LPs (Beleléu, Leléu, Eu, de 1980, lançado pelo selo Lira Paulistana; Às Próprias Custas S.A., de 1983, e Sampa Midnight, de 1986) foram relançados em CD pela Baratos Afins em 1994. Seu único LP produzido por uma grande gravadora (Continental) é intitulado Intercontinental! Quem diria! Era só o que faltava..., de 1988. Todos com a banda Isca de Polícia.
Entre suas canções mais conhecidas estão Fico Louco, Parece que Bebe, Beijo na Boca, Sutil, Milágrimas, Vida de Artista, Dor Elegante e Estropício.
Em 1994, lançou a série Bicho de Sete Cabeças (três LPs também na forma de dois CDs), acompanhado pela banda Orquídeas do Brasil. Em 1995 lançou um CD com músicas de Ataulfo Alves, novamente com a banda Isca de Polícia. O CD foi premiado como melhor do ano pela APCA. Em 1998, lançou o álbum PretoBrás, que fora concebido como o primeiro de uma trilogia (os dois álbuns que a completariam foram lançados postumamente, com a participação de diversos artistas, que completaram o material que fora deixado incompleto por Itamar).
Entre composições suas que fizeram sucesso, com outros intérpretes, estão Nego Dito, com o sambista Branca de Neve, Canto em qualquer canto com Ná Ozzetti, Já deu pra sentir e Aprendiz de Feiticeiro, com Cássia Eller, Código de Acesso e Vi, não vivi, com Zélia Duncan. Além disso, participou intensamente da obra de vários artistas ligados à Vanguarda Paulistana como instrumentista, compositor ou produtor.
Faleceu em 2003, de câncer de intestino, após lutar 4 anos contra a doença.
Um ano depois, foi lançado o álbum Vasconcelos e Assumpção - isso vai dar repercussão, gravado pouco antes da sua morte, composto de apenas sete músicas, em parceria com Naná Vasconcelos.
Em 2010, o Selo Sesc lança o box Caixa Preta, com toda a discografia anterior de Itamar, bem como 2 álbuns inéditos (Pretobrás volumes II e III).

## Discografia
- Pretobrás - Por Que Que Eu Não Pensei Nisso Antes?, Atração Fonográfica, 1998.
- Ataulfo Alves por Itamar Assumpção - Pra Sempre Agora, Paradoxx, 1996.
- Bicho de Sete Cabeças - Vol III, Baratos Afins, 1993.
- Bicho de Sete Cabeças - Vol II, Baratos Afins, 1993.
- Bicho de Sete Cabeças - Vol I, Baratos Afins, 1993.
- Intercontinental! Quem Diria! Era Só o Que Faltava!!!, Continental, 1988.
- Sampa Midnight - Isso Não Vai Ficar Assim, MPA, 1983.
- Às Próprias Custas S.A., Isca Gravações Musicais Ltda., 1981.
- Beleléu, Leléu, Eu, Lira Paulistana, 1980. (com Isca de Polícia)

### Póstuma
- Pretobrás III - Devia Ser Proibido, Selo SESC, 2010.
- Pretobrás II - Maldito Vírgula, Selo SESC, 2010.
- Vasconcelos e Assumpção - Isso Vai Dar Repercussão, Elo Music/Boitatá, 2004. (com Naná Vasconcelos)